# Comana (Giurgiu)
Comana is een Roemeense gemeente in het district Giurgiu.

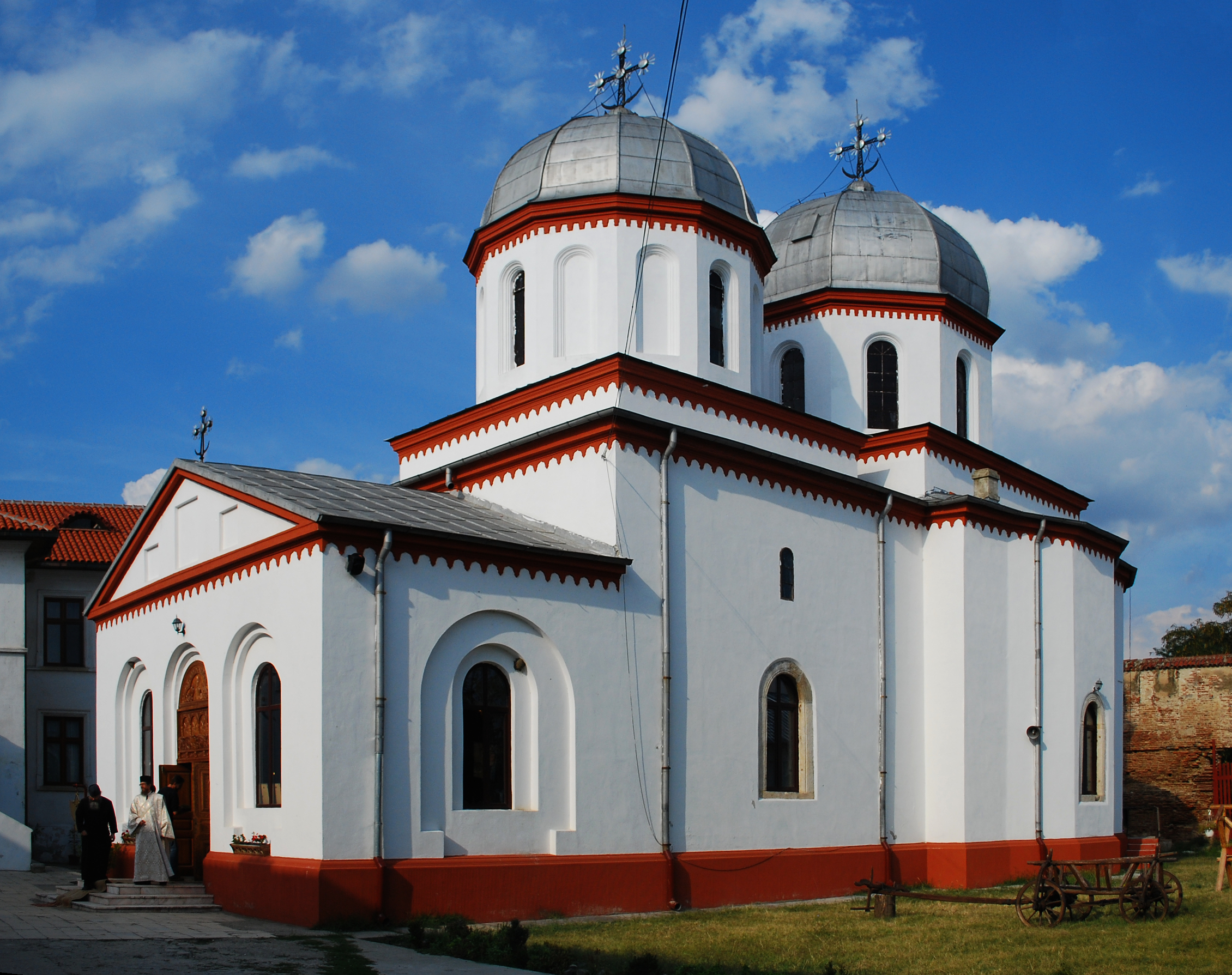
Kloosterkerk

Comana telt 7432 inwoners.